# Habacuc
חֲבַקּוּק
Compléments
Contemporain du roi Joachim
Habacuc ou Habaquq, (חֲבַקּוּק en hébreu, qui signifie "Étreinte") est le huitième des douze petits prophètes de la Bible. Il est l'auteur d'un des Livres du Tanakh ou Ancien Testament.

## Biographie
Il aurait vécu sous le règne de Joachim de Juda, vers 608-598 av. J.-C.. Il aurait été fait prisonnier en Judée, et ses reliques auraient été retrouvées sous Théodose le Grand au IVe siècle.
Le Livre d'Habacuc se présente sous la forme d'un dialogue entre Dieu et son prophète, perplexe face aux événements et face à l'arrivée annoncée des Babyloniens à Jérusalem dans le Royaume de Juda. Il a laissé trois chapitres, dans lesquels il révèle la future captivité des Juifs à Babylone et leur rétablissement dans leur patrie. Ses prophéties se distinguent par l'énergie et la vivacité de ses expressions.
Dans son Livre (chapitre 2,4), Habacuc affirme  : « Un juste vit par sa foi. »

## Vénération
Plusieurs églises catholiques en Terre sainte lui sont dédiées. Il est célébré le 2 décembre.

## Dans la culture populaire
Le nom de "Habacuc" a été réutilisé par le Royaume-Uni pendant la Seconde Guerre Mondiale, dans le "Projet Habakkuk", désignant un projet de porte-avion d'une taille gigantesque, constitué de Pykrete. 